# Bergdwerguil
De Noord-Amerikaanse dwerguil (Glaucidium gnoma) is een vogel uit de familie van de uilen.

## Verspreiding en leefgebied
Deze soort komt voor van zuidwestelijk Arizona tot centraal Mexico.